# Communauté rurale de Patar Sine
Ne doit pas être confondu avec Communauté rurale de Patar ou Communauté rurale de Patar Lia.
La communauté rurale de Patar Sine est une communauté rurale du Sénégal située à l'ouest du pays.
Elle fait partie de l'arrondissement de Niakhar, du département de Fatick et de la région de Fatick.
Lors du dernier recensement, la CR comptait 19 480 personnes et 2 203 ménages.
Le chef lieu de la communauté rurale de Patar Sine est le village éponyme de Patar. La commune compte une trentaine de villages dont les plus importants sont Patar Sine, Wakhaldiam, Ndioulbeth, Tella, Ngalagne, Diadiakh entre autres. Le Village stratégique de Wakhaldiam est traversé par la route Bambey-Fatick et la piste lateritique qui relie Keur Martin au Baol via la commune de Ngayokhem. L'actuel maire de la commune de Patar Sine est Aliou Diallo (depuis 2009 jusqu'à la rédaction de l'article (juin 2021). Patar Sine est la dernière commune du département de Fatick, juste avant celui de Bambey dans le sens Fatick-Bambey. La commune de Patar Sine est entourée par celles de Niakhar, Diakhao, Ngayokhem, Ngoye. La commune est habitée en majorité  par des sérères. Il y a aussi quelques toucouleurs, Wolofs et d'autres ethnies constituées des fonctionnaires qui y travaillent. La principale activité demeure l'agriculture et l'élevage. La commune compte un lycée ( Patar Sine) des Collèges d'enseignement moyens (CEM) à Wakhaldiam (Village d'origine de naissance des journalistes Diegane SARR et Oumar KANDÉ du Soleil), Ngalagne etc.